# Chassalia euchlora
Chassalia euchlora är en måreväxtart som först beskrevs av Karl Moritz Schumann, och fick sitt nu gällande namn av Estrela Figueiredo. Chassalia euchlora ingår i släktet Chassalia och familjen måreväxter.
Artens utbredningsområde är São Tomé. Inga underarter finns listade i Catalogue of Life.